# Trịnh Tam Tỉnh
Trịnh Tam Tỉnh (1907 - 1992) là nhà cách mạng Việt Nam, đại biểu Quốc hội khóa I, Chủ tịch Ủy ban Hành chính khu đặc biệt Hòn Gai, Khu ủy viên Khu III.

## Thân thế
Ông quê làng Vô Ngại, huyện Thư Trì, nay thuộc xã Tam Quang, huyện Vũ Thư, tỉnh Thái Bình.
Học trường Kỹ nghệ thực hành Hà Nội, hoạt động trong phong trào yêu nước đòi thả Phan Bội Châu và truy điệu Phan Châu Trinh (1925-1926). 1926, vào Hội Việt Nam Thanh niên Cách mạng Đồng chí.

## Quá trình hoạt động cách mạng
1929, ông tham gia đoàn ám sát của Việt Nam Quốc dân Đảng. Ngày 15-8-1929, được cử đi ám sát Bùi Tiến Mai ở Thái Bình phản đảng. Do đồng đội là Phạm Huấn sơ ý để súng nổ bị thương, khiến cả toán đều bị bắt trước khi thi hành nhiệm vụ. Ngày 22-10-1929, bị tòa đề hình Hà Nội kết án 10 năm cầm cố, đầy ra Côn Đảo. 1930, được kết nạp vào Đảng Cộng sản Đông Dương tại nhà tù Côn Đảo.
Năm 1936, ông ra tù, bị quản thúc tại Thái Bình, vẫn liên hệ được với tổ chức Đảng và hoạt động rất tích cực. Tháng 12 năm 1939, ông lại bị bắt, giam ở các nhà tù Hỏa Lò, Bắc Mê, Sơn La, Bá Vân. Thoát khỏi nhà tù khi Nhật đảo chính Pháp, được Đảng giao nhiệm vụ về vùng Hòn Gai, Móng Cái, Tiên Yên, Ba Chẽ... xây dựng cơ sở Đảng và phong trào cách mạng, chuẩn bị tổng khởi nghĩa giành chính quyền. Sau
Cách mạng Tháng Tám thành công, Ủy ban nhân dân cách mạng lâm thời Hòn Gai được thành lập do ông Lê Công Thăng làm Chủ tịch, Trịnh Tam Tỉnh là Phó Chủ tịch phụ trách Ty Liêm phóng. Đến tháng 11, Khu đặc biệt Hòn Gai được thành lập, do Cao Tử Kiến làm Bí thư Tỉnh ủy, Trịnh Tam Tỉnh là Chủ tịch Ủy ban hành chính tỉnh. Tháng 1 năm 1946, ông trúng cử đại biểu Quốc hội khóa I tỉnh Quảng Yên.
Trong kháng chiến chống Pháp ông được cử giữ các trọng trách: Trưởng ban dân quân Chiến khu III, Khu ủy viên Khu III (1947-1948); Liên khu ủy viên, Trưởng ban Kinh tế Tài chính Liên khu III (1948-1949); đặc phái viên của Cục Quân giới tại Liên khu III - IV và phụ trách công xưởng hóa chất miền Nam, một cơ sở sản xuất vật liệu chiến lược cho cuộc kháng chiến (1949-1955).
Từ 1955, ông lần lượt được cử giữ các chức vụ: Phụ trách phòng Viện trợ Cục Xây dựng Bộ Công thương; Cục phó Cục Xây dựng Bộ Thủy lợi và Kiến trúc (sau là Bộ Xây dựng), Uỷ viên Ban chấp hành Công đoàn Bộ; Ủy viên Đảng đoàn, Cục trưởng Cục Cung ứng vật liệu Bộ Kiến trúc; Viện trưởng Viện Thí nghiệm vật liệu xây dựng; Viện trưởng Viện Khoa học kỹ thuật xây dựng Bộ Xây dựng, Thứ trưởng thứ nhất Bộ Xây dựng.
Ông nghỉ hưu năm 1975.

## Gia đình
Em trai ông là Trịnh Văn Yên, Trịnh Bá Nùng, kỹ sư quân giới.

## Khen thưởng
- Huân chương Hồ Chí Minh
- Huân chương Kháng chiến (chống Pháp) hạng nhất
- Huân chương Kháng chiến chống Mỹ hạng nhất
- Huy hiệu 50 năm tuổi Đảng.